# Johann Hieronymus Schröter
Johann Hieronymus Schröter (también escrito como Schroeter; Erfurt, Alemania, 30 de agosto de 1745 - Lilienthal, 29 de agosto de 1816) fue un astrónomo alemán.

## Vida

### Juventud
Johann Hieronymus Schröter era el hijo de un abogado. Su padre murió cuando él tenía nueve años. Después de completar sus estudios, comenzó en 1762 en la Universidad de Erfurt el estudio de la teología. Además estaba interesado en la música y la astronomía. En la torre de la Schottenkirche montaron un telescopio provisional desde el cual realizaba observaciones con sus amigos.
En marzo de 1764 Schroeter trasladó a la Universidad de Gotinga para estudiar derecho. También escuchó física y astronomía de Abraham Gotthelf Kästner, que se convirtió en su protector, y regularmente visitó el observatorio de Gotinga. En 1767 se graduó en la carrera de derecho y se embarcó en una carrera como funcionario.

### De jurista a astrónomo
En 1777 fue nombrado secretario de la Real Cámara de Jorge III en Hannover, donde conoció a dos de los hermanos de William Herschel. En 1779, adquirió un refractor acromático de 3 pies de largo (91 cm) con lentes de 2,25 pulgadas (57 mm) para observar el Sol, la Luna y Venus. El descubrimiento de Urano por el astrónomo William Herschel en 1781 inspiró a Schröter a dedicarse más seriamente a la astronomía, y renunció a su puesto, llegando a ser magistrado jefe y gobernador del distrito en oste y se convirtió en jefe magistrado y gobernador de distrito de Lilienthal.
En 1784 pagó 31 reichsthaler (unos 600 euros de hoy) por un reflector de Herschel de 122 cm de distancia focal y 12 cm de apertura. Se hizo rápidamente un buen nombre con los informes de sus observaciones en las publicaciones técnicas, pero no estaba satisfecho y en 1786 pagó 600 reichstaler (equivalente al sueldo de 6 meses) por un telescopio reflector de 214 cm de distancia focal y 16,5 cm de apertura con la óptica adecuada para permitir 1.200 aumentos y otros 26 táleros por un micrómetro de tornillo. Con esto observó sistemáticamente a Venus, Marte, Júpiter y Saturno.

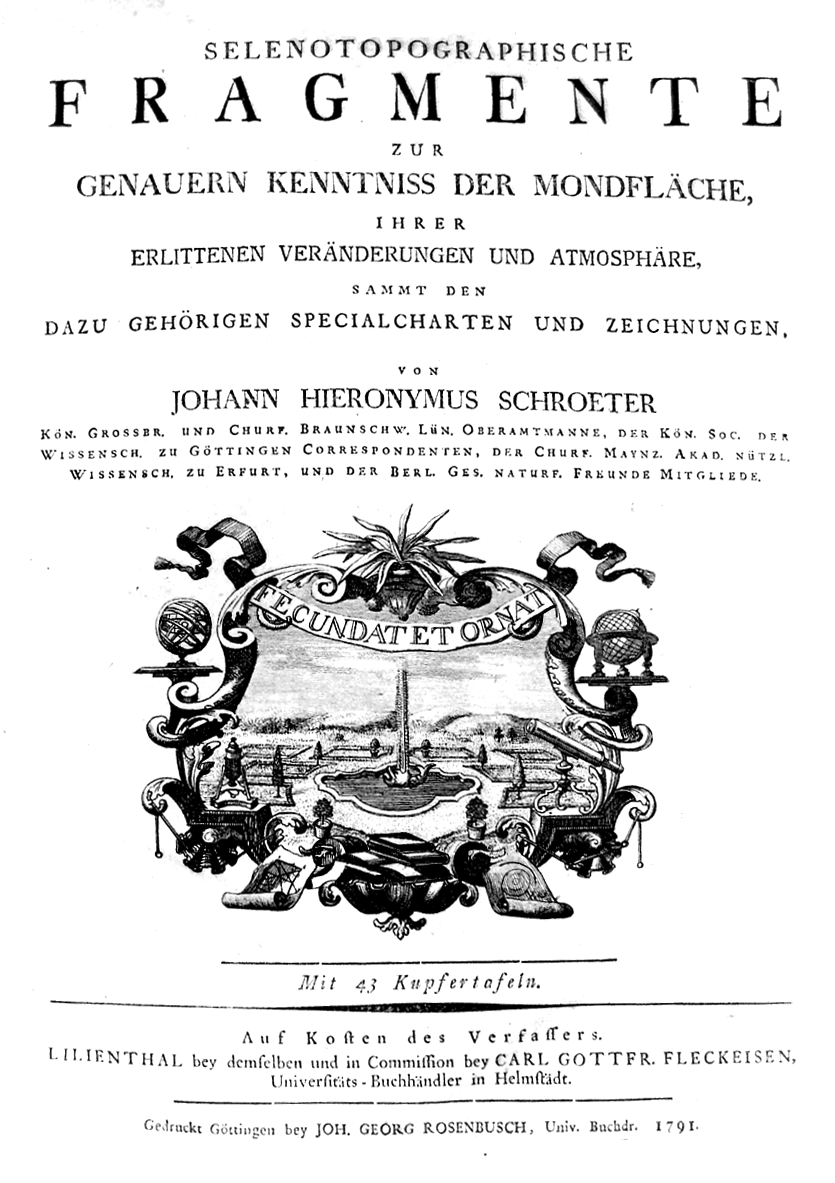
Portada del Selenetopographische Fragmente

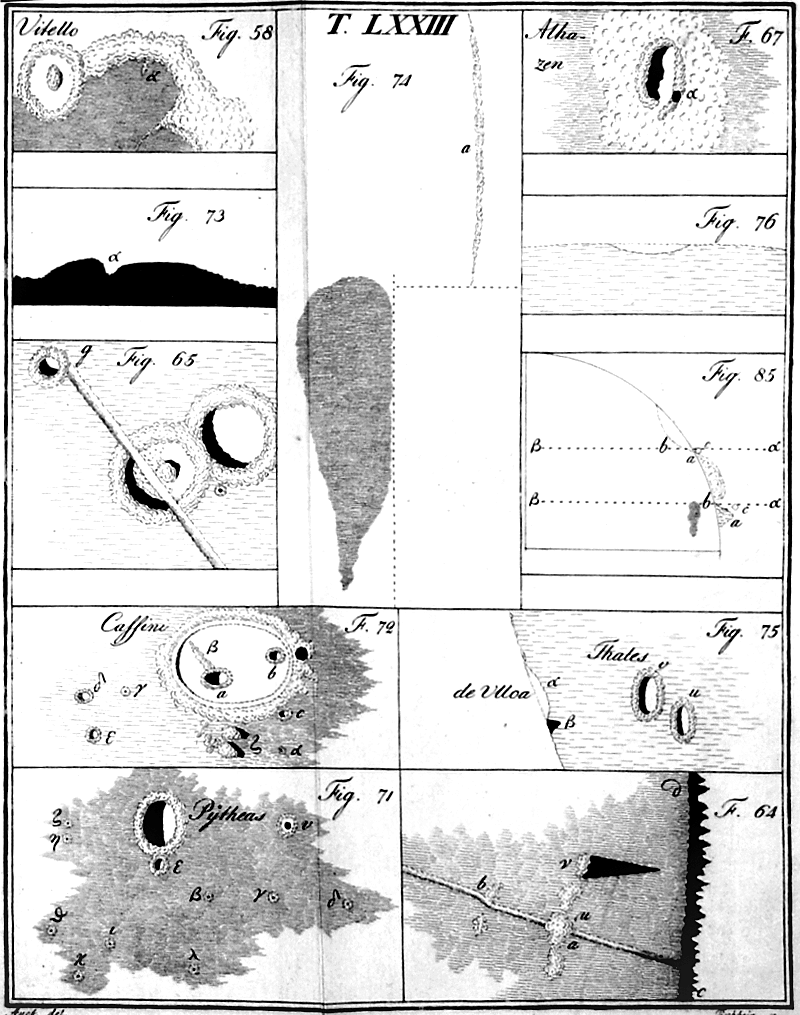
Detalle de los mapas lunares en el Selenetopographische Fragmente

Schröter hizo extensos dibujos de los rasgos de Marte, pero curiosamente siempre estaba erróneamente convencido de que lo que veía eran meras formaciones de nubes más que características geográficas. En 1791 publicó un importante estudio temprano sobre la topografía de la Luna titulado "Selenotopographische Fragmente zur genauern Kenntniss der Mondfläche". La escala visual del albedo lunar desarrollada en este trabajo fue popularizada más adelante por Thomas Gwyn Elger y ahora lleva su nombre. En 1793 fue el primero en notar la anomalía de fase de Venus, ahora conocido como el efecto Schröter, donde la fase aparece más cóncava que la geometría predice.
Sus dos asistentes más famosos fueron los astrónomos Karl Ludwig Harding (1796–1804) y Friedrich Wilhelm Bessel (1806–1810).
En 1813, sufrió las interrupciones de las Guerras Napoleónicas: su trabajo fue arruinado por los franceses bajo el mando de Dominique Vandamme, que destruyó sus libros, sus escritos y su observatorio. Nunca se recuperó de la catástrofe.
Sus dibujos de Marte no fueron redescubiertos hasta 1873 (por François J. Terby) y no fueron publicados hasta 1881 (por H. G. van de Sande Bakhuyzen), bastante después de su muerte.
Fue elegido miembro de la Real Academia de las Ciencias de Suecia en 1794 y Miembro de la Royal Society de Londres en abril de 1798. El 20 de septiembre de 1800 presidió la fundación de la primera Sociedad Astronómica, integrada por miembros de todo el Viejo Continente.

## Epónimos
- El cráter lunar Schröter,[4] así como el Vallis Schröteri (Valle de Schröter) también en la Luna, fueron nombrados en su honor.[5]
- El cráter cráter marciano Schroeter[6] también conmemora su nombre.
- El asteroide (3707) Schröter también lleva su nombre.[7]